# Девичий источник
«Девичий источник» (швед. Jungfrukällan) — художественный фильм шведского режиссёра Ингмара Бергмана 1960 года. Сюжет фильма основан на шведской народной балладе «Дочери Тёре из Вэнге» (Tores Dotter I Vange), также возможна отсылка к шведской народной песне «Шла девушка к источнику». Это один из нескольких фильмов Бергмана, действие которых происходит в далёком прошлом (как «Седьмая печать» или «Лицо»).

## Сюжет
В доме на опушке леса живёт крестьянская семья: хозяин (Макс фон Сюдов), его жена, их дочь Карин (Биргитта Петтерсон) и дочь хозяина от первого брака Ингери (Гуннель Линдблум); с ними живут несколько слуг. Падчерица беременна неизвестно от кого. Она почти ненавидит свою сестру и обращается за помощью к богу Одину.
Родители отправляют младшую дочь в соседнее селение, чтобы она отвезла в церковь свечи. Падчерицу посылают вместе с ней. В лесу они встречаются с колдуном-отшельником. Ингери отстаёт от сестры. Выехав на ясную поляну, нарядно одетая младшая дочь хозяина встречает трёх братьев-оборванцев (двух взрослых и одного ребёнка), которые пасут коз. Она делит с ними трапезу. После утоления голода и жажды её насилуют и убивают. Падчерица наблюдает за происходящим из-за кустов. Раздев жертву и положив её дорогие одежды в свои мешки, братья уходят в ту сторону, откуда приехали сёстры. Младший брат-подросток бросает на лицо и тело убитой несколько горстей земли.
Братья приходят на ночлег в дом хозяина. Их впускают в жилище, сажают за стол и оставляют ночевать. Перед сном один из преступников предлагает хозяйке купить дорогое, но грязное и разорванное платье. Мать узнаёт одежды своей дочери. Рыдая, она сообщает страшное известие мужу.
Выйдя во двор, крестьянин встречает Ингери, которая рассказывает ему обо всем, что произошло, и кается в собственной вине. Хозяин приказывает дочери затопить баню, а сам отправляется за берёзовыми вениками. После того как крестьянин выходит из бани, он вооружается ножом для забоя скота и приходит в сени, где спят убийцы. Он спокойно дожидается рассвета и вступает с каждым в бой поодиночке. После убийства старших братьев он поднимает на руки подростка и разбивает его голову об косяк.
Семья отправляется на поиски тела младшей дочери. Найдя её, крестьянин возносит отчаянную молитву Господу и клянётся выстроить на этом месте храм. Когда мать приподнимает голову убитой, из-под неё пробивается источник и превращается в чистый ручей — Девичий источник.

## История цензуры в США
Основные замечания цензуры к фильму вызвала полутораминутная сцена изнасилования девушки в лесу. Трибунал по цензуре в Детройте вынудил вырезать её, несмотря на то, что к просмотру фильма в кинотеатрах допускались только взрослые. Комиссия по делам штата Нью-Йорк потребовала удалить два коротких плана из сцены изнасилования, «так как они были слишком откровенными. В этих кадрах один пастух находится в недвусмысленной позе, а голые ноги раздвигает другой пастух». В обоих случаях дистрибьютор согласился внести изменения.
Такие же изменения были предложены в Форт-Уэрте. В 1962 году, после того как дистрибьютор отказался внести изменения, цензоры отказали в разрешении на демонстрацию фильма, а Административная комиссия по цензуре поддержала этот отказ. Иск в Окружной суд округа Таррант, а затем апелляция в Верховный суд штата Техас не принесли результата: суд в обоих случаях оказался на стороне цензоров.

## В ролях
- Макс фон Сюдов — Тёре
- Биргитта Вальберг — Марета
- Гуннель Линдблум — Ингери
- Биргитта Петтерсон — Карин
- Аксель Дюберг — худой пастух
- Тор Иседаль — немой пастух
- Аллан Эдвалль — нищий

## Награды и номинации

### Награды
- 1960 — Каннский кинофестиваль
  - Специальное упоминание — Ингмар Бергман
- 1961 — Премия «Оскар»
  - Лучший иностранный фильм — Ингмар Бергман
- 1961 — Премия «Золотой глобус»
  - Награда Сэмюэла Голдвина

### Номинации
- 1960 — Каннский кинофестиваль
  - Золотая пальмовая ветвь — Ингмар Бергман
- 1961 — Премия «Оскар»
  - Лучший дизайн костюмов — Марик Вос-Лунд

## Художественные особенности
В фильме отразилось увлечение стилистикой Акиры Куросавы. Франсуа Трюффо, также отмечая влияние на фильм со стороны Куросавы, находил в «Источнике» некоторые переклички со снятой в этот же период картиной Альфреда Хичкока «Психо». По мнению Трюффо, речь в этих фильмах ведётся «об одном и том же сюжете (фактически это более или менее сознательная транспозиция известной сказки Шарля Перро „Красная Шапочка“). А истина заключается в том, что посредством этих фильмов и Бергман, и Хичкок выразили и высвободили часть присущей им жестокости».